# القوات البرية الألبانية
القوة البرية الألبانية (بالألبانية: Forca Tokësore të Republikës së Shqipërisë)‏ هو جزء من القوة البرية للقوات المسلحة الألبانية .

## المهمة
المهمة الرئيسية للقوات البرية الألبانية هي الدفاع عن استقلال وسيادة وسلامة أراضي جمهورية ألبانيا والمشاركة في العمليات الإنسانية والقتالية وغير القتالية وعمليات دعم السلام. 

## تاريخ

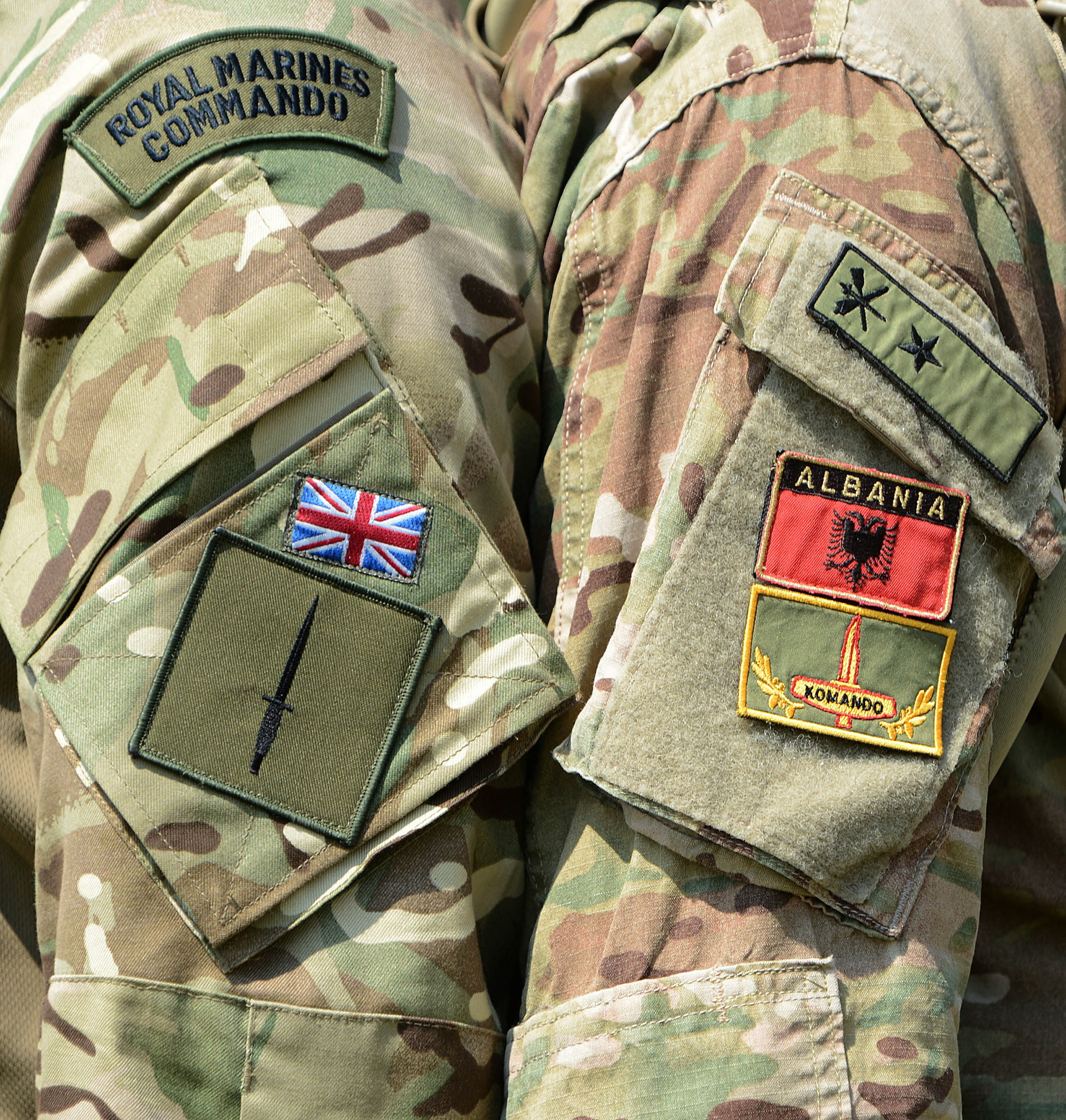
جندي من مشاة البحرية الملكية البريطانية يقف مع جندي كوماندوز ألباني (على اليمين)، ويظهر كلاهما رقع كتفهما

القوة البرية هي وحدة ذات أولوية في هيكل القوات المسلحة. تأسست القوة البرية في 29 أغسطس 2000، وشملت وحدات عسكرية ذات تقاليد ونشاط غني ومتعدد السنوات، منتشرة في جميع أنحاء أراضي جمهورية ألبانيا . في عام 2000، ضمت القوة البرية خمس فرق مشاة تضم 55 لواء و300 كتيبة منتشرة في 167 منطقة مختلفة من البلاد. خلال إصلاحاتها المستمرة، خضعت القوة البرية لتغييرات جديدة. وفي عام 2006 تم حلها وإنشاء قيادة القوات المشتركة. في سياق التحول المستمر للقوات المسلحة، على أساس مفهوم جيش صغير العدد، عملي ومهني، في 9 ديسمبر 2009، أعيد إنشاء القوة البرية على أساس لواء الرد السريع وفوج المغاوير. بناءً على المهمة الدستورية، انخرطت القوة البرية في عملية تحول عميق وفقًا للمفاهيم العسكرية الغربية، ومع انتقال القوة بأكملها من خدمة عسكرية مجندة إلى جيش محترف، ارتفع مستواها عملياتي. شاركت هياكل القوة البرية في عمليات دعم السلام في البوسنة والهرسك والعراق وتشاد وهيرات وقندهار وأفغانستان . وللقوة البرية النصيب الأكبر في عمليات حفظ السلام في إطار حلف شمال الأطلسي والأمم المتحدة والاتحاد الأوروبي . تتم إدارة القوة البرية من قبل قادة شباب مؤهلين تلقوا تعليمهم في المدارس العسكرية لدول حلف شمال الأطلسي ، كما هو الحال في الولايات المتحدة وإيطاليا وتركيا وألمانيا وبريطانيا والنمسا وغيرها، بناءً على مشاريع التعاون مع هذه الدول.[بحاجة لمصدر]

## معدات

### صور

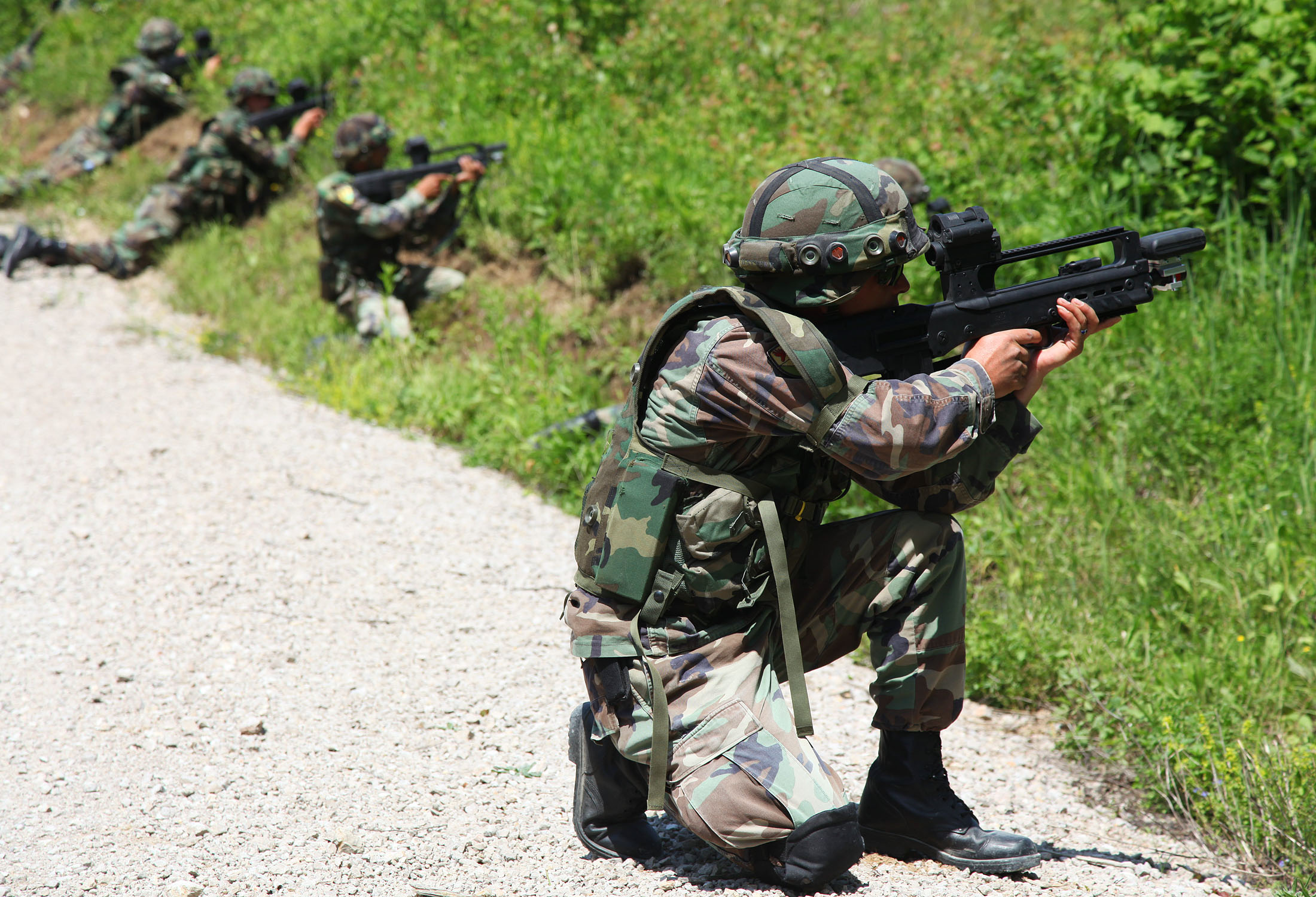
الهجوم على ألبان لبندق اتش اس في اتش اس
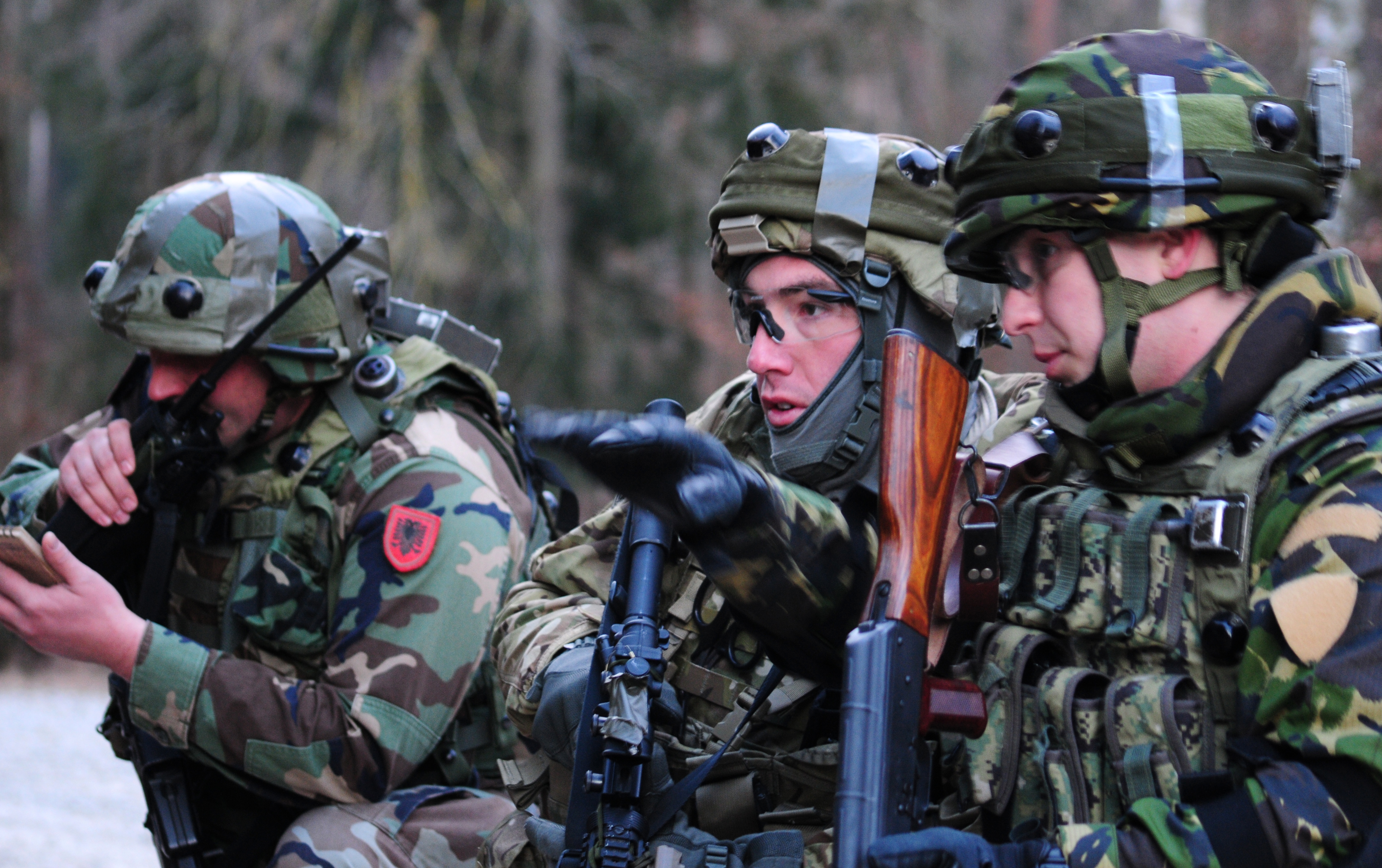
لاعبو ألبان وأمريكيون ورومانيون في مناورة
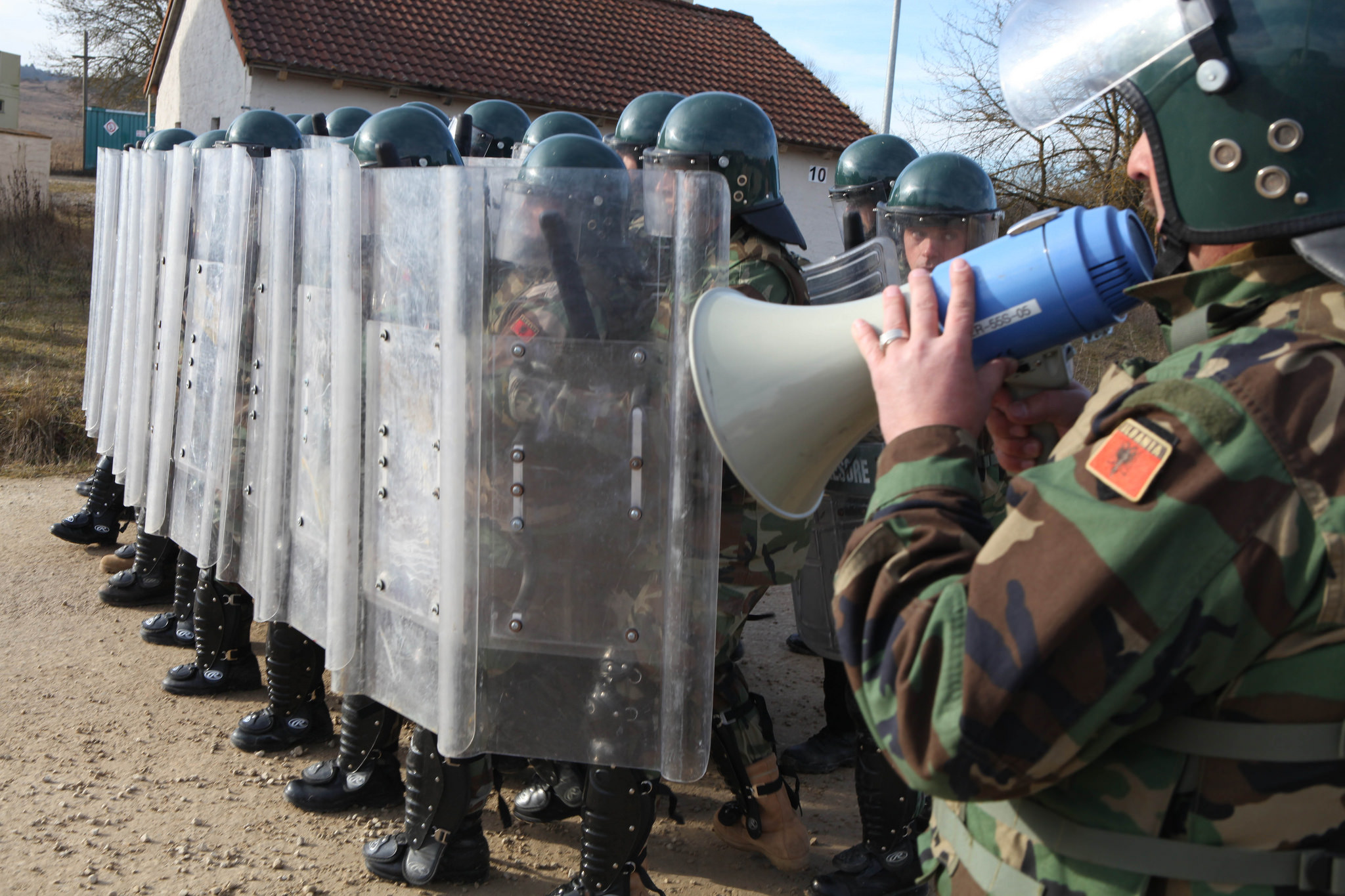
رد فعل الجنود الأمريكيون على مثيري الشغب، الذين لعبوا دورهم في القوات الأمريكية، أثناء قوة كوسوفو
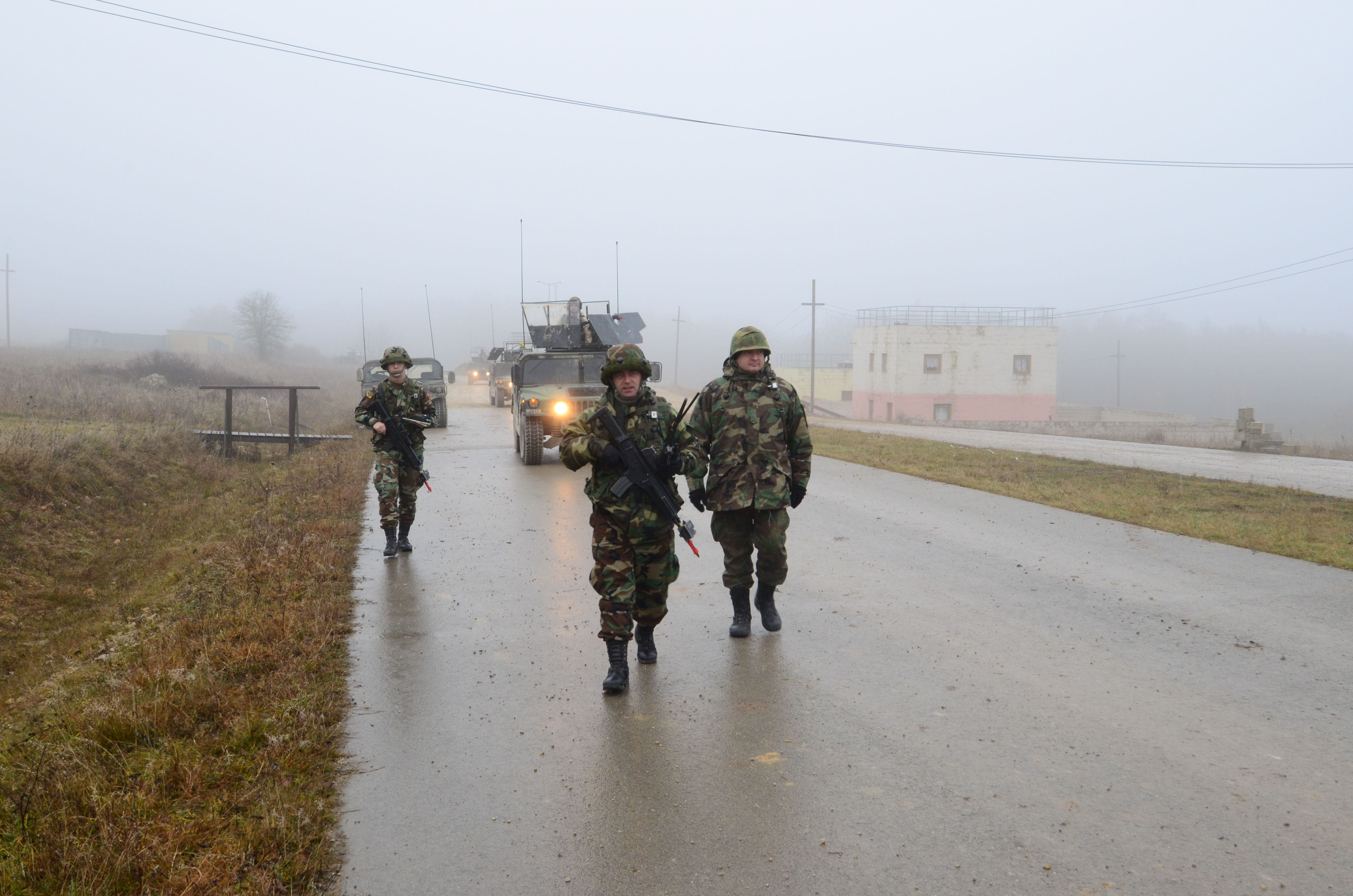
قافلة صيفية في دورية
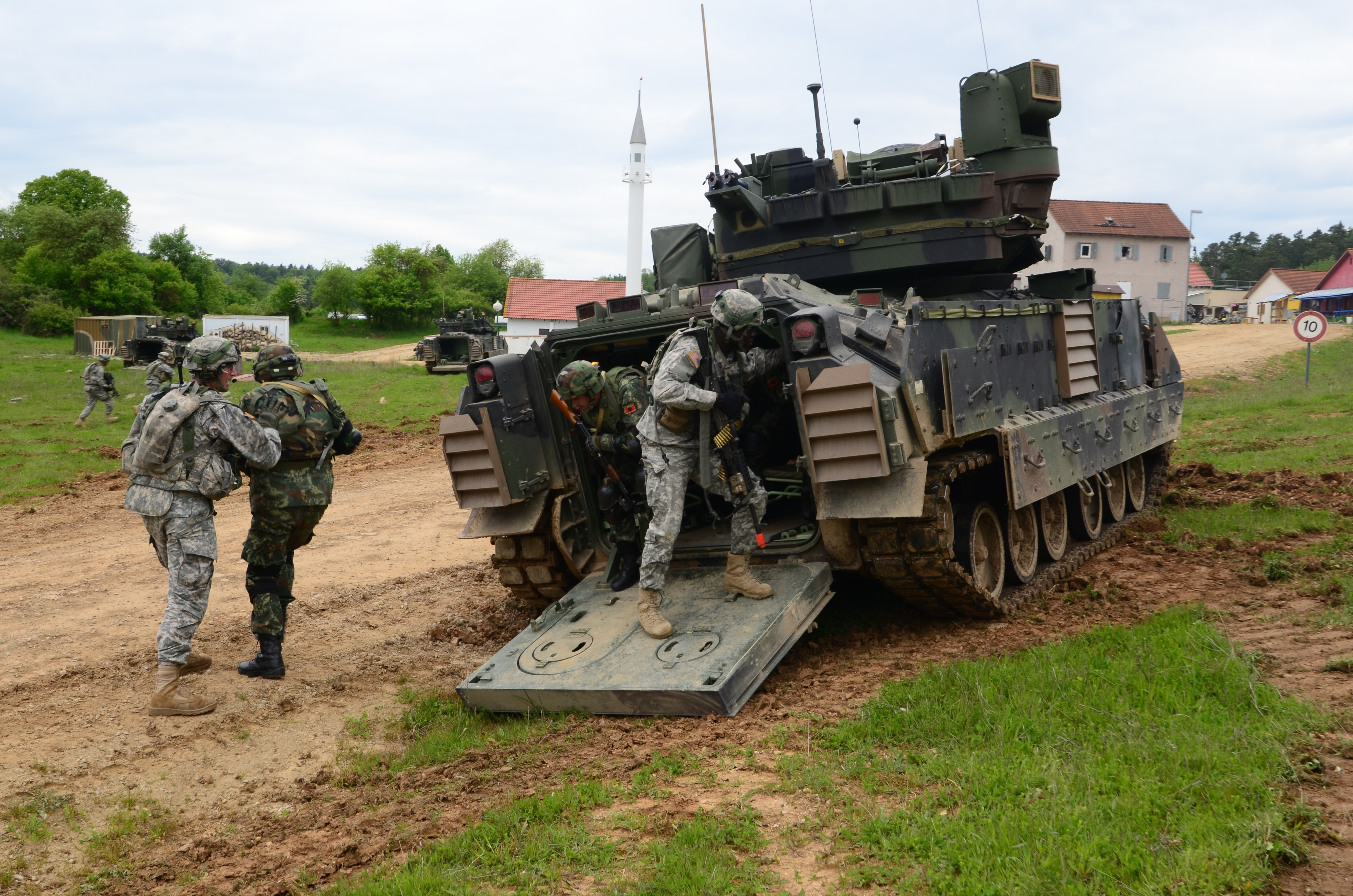
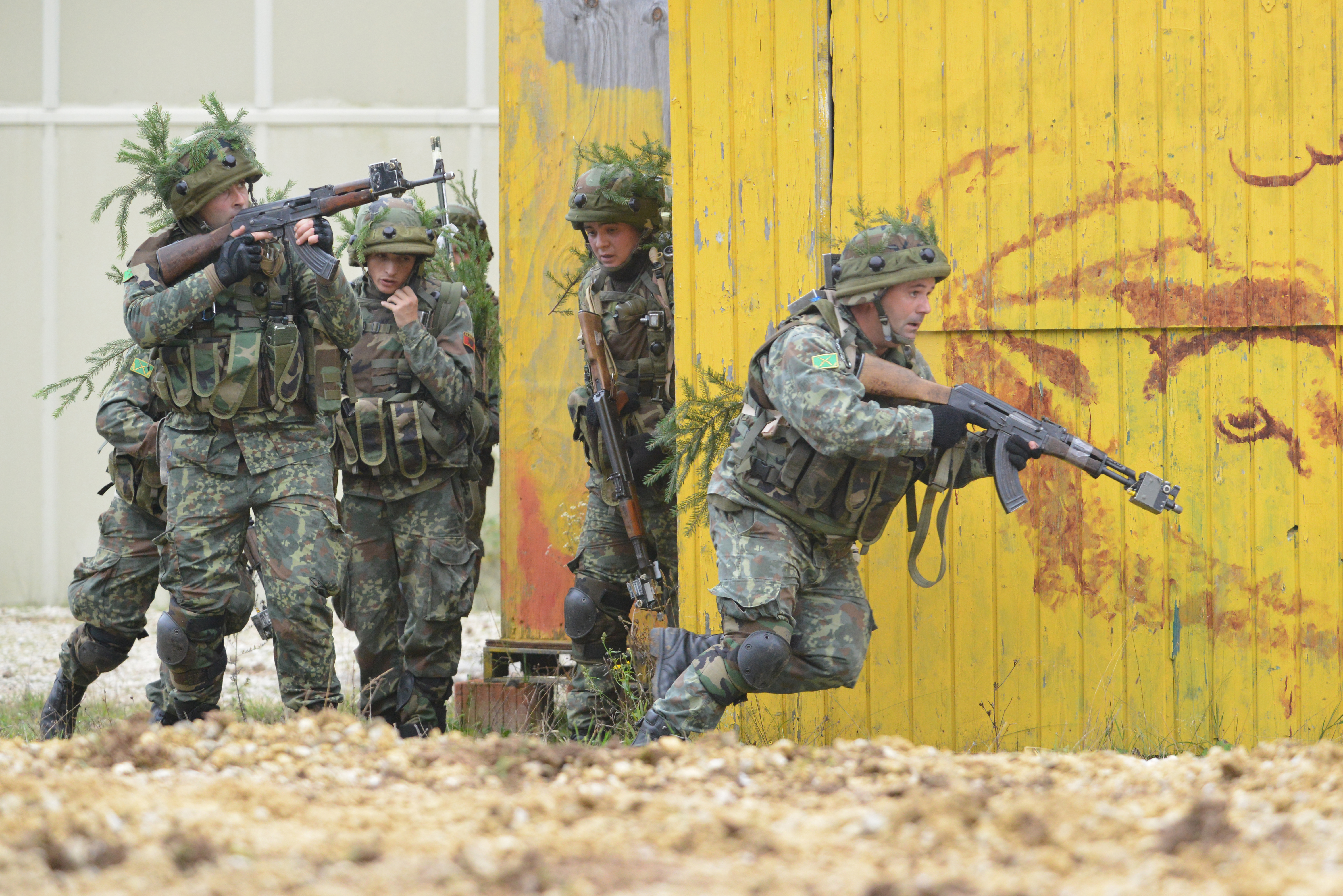
القوة البرية أوديت في الحل الثالث

## أنظر أيضا
- الجيش الألباني الملكي
- القوات الجوية الألبانية
- القوات البحرية الألبانية